# Prénouvellon
Prénouvellon ist eine Ortschaft und eine ehemalige französische Gemeinde mit 254 Einwohnern (Stand: 1. Januar 2022) im Département Loir-et-Cher in der Region Centre-Val de Loire. Sie gehörte zum Arrondissement Blois und zum Kanton La Beauce. 
Prénouvellon wurde mit Wirkung vom 1. Januar 2016 mit den früheren Gemeinden La Colombe, Membrolles, Ouzouer-le-Marché, Semerville, Tripleville und Verdes zur Commune nouvelle Beauce la Romaine zusammengeschlossen und übt in der neuen Gemeinde den Status einer Commune déléguée aus.

## Lage
Der Ort Prénouvellon liegt in der Landschaft Beauce, 18 Lilometer südöstlich von Châteaudun und etwa 29 Kilometer westnordwestlich von Orléans. 

## Bevölkerungsentwicklung
| Jahr                       | 1962 | 1968 | 1975 | 1982 | 1990 | 1999 | 2006 |
| -------------------------- | ---- | ---- | ---- | ---- | ---- | ---- | ---- |
| Einwohner                  | 369  | 332  | 283  | 249  | 193  | 228  | 221  |
| Quellen: Cassini und INSEE |      |      |      |      |      |      |      |

## Sehenswürdigkeiten
- Dolmen von La Rousselière, seit 1979 Monument historique

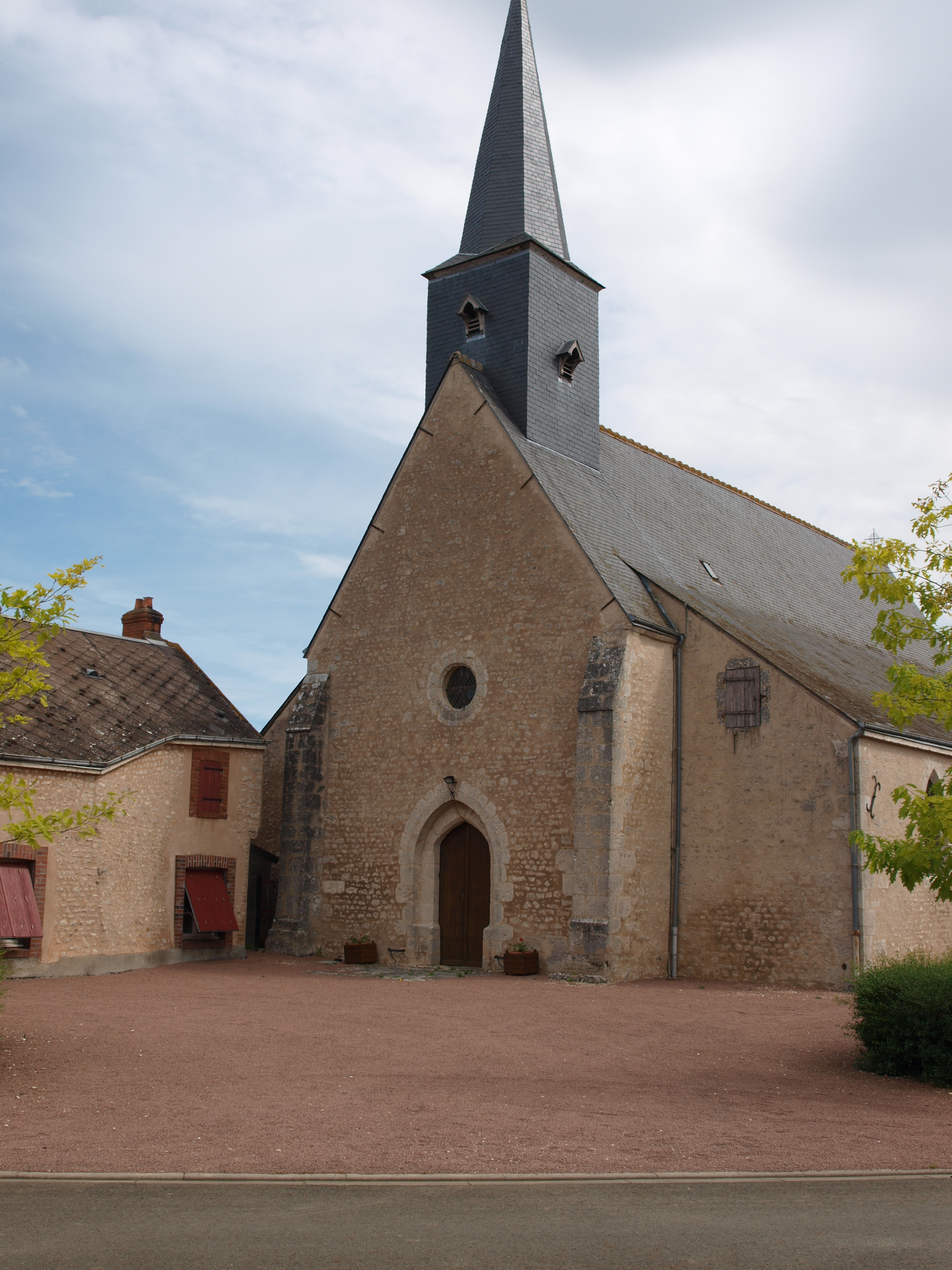
Kirche Saint-Lubin
- Wasserturm

- Kirche Saint-Lubin